# Zacatzontli
Zacatzontli, en la mitologia asteca, és el déu del camí del dia, té una àliga com a guia símbol del sol. Sosté un bastó a la mà esquerra i una motxilla plena de quetzals a la mà dreta. Pot ser un protector dels comerciants, equiparant-lo així amb el déu maia Ek Chuáj. També ajuda als viatgers, com també fan Jokõjin i Jizu en la mitologia japonesa. Una de les coses estranyes de Zacatzontli és que no porta cap tocat, només una ploma. El seu nom podria significar Senyor del Camí.